# Escorpião (futebol)
Escorpião é uma técnica de futebol que consiste em bater com a parte de trás do pé (ou dos pés) na bola, enquanto o corpo todo está no ar. Apesar de ter sido imortalizada por uma defesa efetuada em 1995 pelo goleiro colombiano René Higuita, a jogada foi criada em 1934 pelo atacante paraguaio Arsenio Erico.

## Lances
- Em 11 de dezembro de 1993, Zico fez o famoso gol escorpião, num jogo pelo Kashima Antlers, no campeonato Japonês.[2]
- Em dezembro de 2011, na partida Sun Hei x Citizen AA, disputada no estádio Mong Kok e válida pela oitava rodada da primeira divisão do Campeonato de Hong Kong, o zagueiro nigeriano Festus Baise, do Citizen AA, tentou cortar um cruzamento com esta jogada (acertou a bola com a parte de trás do pé direito), mas acabou fazendo um gol contra.
- Em 2012, na partida Metalist x Chernomorets, o atacante brasileiro Willian acertou um “chute escorpião”, após o goleiro dar rebote, e fez o gol.[3]
- Em dezembro de 2012, Ibrahimovic utilizou desta técnica, e quase marcou um gol.[4]
- Em 2013, o goleiro marroquino Hamza Boudlal, fez uma defesa muito parecida com a de Higuita, porém ele acertou a bola com apenas um dos pés.[5]
- Em 28 de maio de 2013, as equipes sub-20 de França e Estados Unidos duelavam pelo tradicional Torneio de Toulon, quando o francês Alexandre Coeff arriscou a jogada escorpião após cruzamento e anotou um golaço.[6]
- Em 1 de janeiro de 2017, o jogador francês Olivier Giroud fez um gol escorpião num jogo contra o Crystal Palace. O jogador ganhou o Prémio FIFA Ferenc Puskás no dia 23 de outubro do mesmo ano.
- Em 10 de dezembro de 2017, o goleiro Sidão fez a defesa "escorpião" em amistoso beneficente de Ronaldinho Gaúcho.[7]

### A "defesa escorpião" de Higuita
A histórica defesa “escorpião” do experiente goleiro colombiano René Higuita aconteceu no dia 7 de setembro de 1995, aos 22 minutos do primeiro tempo do amistoso entre Inglaterra e Colômbia, no mítico estádio de Wembley. O jogador inglês Jamie Redknapp arriscou um chute de longe contra o gol colombiano. Higuita aguardou a chegada da bola para saltar de frente e tirar a bola com a sola de seus pés, numa espécie de “bicicleta invertida”.
Anos depois, Higuita confessou que só arriscou a defesa após ver a marcação de impedimento no lance.
O que pouca gente sabe é que esse lance nasceu 5 anos antes, em 1990, durante uma atuação descontraída em um comercial de um refrigerante colombiano.
Em janeiro de 2012, Higuita (já aposentado) refez a defesa num programa de uma emissora árabe de TV. Em novembro do mesmo ano, ele repetiu novamente a defesa, mas desta vez em um jogo. O time de masters do Brasil, que contava com Bebeto, Dunga e Juninho Paulista, jogou contra o Indian All-Stars, time que Higuita defendia. A partida aconteceu no Yubabharati Stadium, em Calcutá, capital do estado da Bengala Ocidental, na Índia.
A "defesa-escorpião" de Higuita ganhou dois prêmios:
- 2002 — 94.ª posição da lista "Os 100 maiores momentos do esporte" do canal britânico Channel 4.[13]
- 2008 — eleita o melhor lance do futebol de todos os tempos pelo site inglês "Footy Boots".[14]